# Bolivianische Fußballnationalmannschaft (U-17-Junioren)
Die bolivianische U-17-Fußballnationalmannschaft ist eine Auswahlmannschaft bolivianischer Fußballspieler. Sie unterliegt der Federación Boliviana de Fútbol und repräsentiert sie international auf U-17-Ebene, etwa in Freundschaftsspielen gegen die Auswahlmannschaften anderer nationaler Verbände, bei U-17-Südamerikameisterschaft und U-17-Weltmeisterschaften.
Bei den Weltmeisterschaften 1985 und 1987 schied die Mannschaft jeweils in der Vorrunde aus. 1986 wurde sie Südamerikameister, bei der Südamerikameisterschaft 2009 erreichte sie den fünften Platz.

## Teilnahme an U-17-Weltmeisterschaften
(Bis 1989 U-16-Weltmeisterschaft)
| 1985 | Vorrunde           |
| 1987 | Vorrunde           |
| 1989 | nicht qualifiziert |
| 1991 | nicht qualifiziert |
| 1993 | nicht qualifiziert |
| 1995 | nicht qualifiziert |
| 1997 | nicht qualifiziert |
| 1999 | nicht qualifiziert |
| 2001 | nicht qualifiziert |
| 2003 | nicht qualifiziert |
| 2005 | nicht qualifiziert |
| 2007 | nicht qualifiziert |
| 2009 | nicht qualifiziert |
| 2011 | nicht qualifiziert |
| 2013 | nicht qualifiziert |
| 2015 | nicht qualifiziert |
| 2017 | nicht qualifiziert |
| 2019 | nicht qualifiziert |
| 2023 | nicht qualifiziert |

## Teilnahme an U-17-Südamerikameisterschaft
(Bis 1988 U-16-Südamerikameisterschaft)
| 1985 | 8. Platz |
| 1986 | Sieger   |
| 1988 | Vorrunde |
| 1991 | Vorrunde |
| 1993 | Vorrunde |
| 1995 | Vorrunde |
| 1997 | Vorrunde |
| 1999 | Vorrunde |
| 2001 | Vorrunde |
| 2003 | Vorrunde |
| 2005 | Vorrunde |
| 2007 | Vorrunde |
| 2009 | 5. Platz |
| 2011 | Vorrunde |
| 2013 | Vorrunde |
| 2015 | Vorrunde |
| 2017 | Vorrunde |
| 2019 | Vorrunde |
| 2023 | Vorrunde |